# 博洛乡
博洛乡，是中华人民共和国四川省凉山彝族自治州昭觉县下辖的一个乡镇级行政单位。2021年1月12日，撤销库莫乡，将其所属行政区域划归博洛乡管辖。

## 行政区划
博洛乡下辖以下地区：
甲阿史村、普洛村、博洛村、坡格惹村、火托克村、金曲地莫村、苏你子村和尔良觉村。